# Kolima
Kolima eller Kolimajärvi är en djup sjö i Finland. Den ligger i kommunerna Viitasaari och Pihtipudas i landskapet Mellersta Finland, i den centrala delen av landet, 300 km norr om huvudstaden Helsingfors. Kolima ligger 111,2 meter över havet. Den är 66,31 meter djup. Arean är 101,08 kvadratkilometer och strandlinjen är 257,21 kilometer lång. Sjön  ingår i Kymmene älvs huvudavrinningsområde.   Kolima är 30 km lång och 5 km bred. 

## Naturskydd
Nästan hälften av Kolima är skyddat i Natura 2000-programmet. Det skyddade området är 47,7 km² stort, varav 3,9 km² är land.